# Dmitrij Vadimovič Alekseev
Dmitrij Vadimovič Alekseev (in russo Дмитрий Вадимович Алексеев?, IPA: [dmʲˈitrʲɪj vɐˈdʲiməvʲɪtɕ ɐlʲɪˈksʲe(ɪ̯)ɪf]; Leningrado, 28 febbraio 1973 – San Pietroburgo, 19 luglio 2025) è stato un calciatore russo, di ruolo portiere.

## Carriera
Iniziò la sua formazione nella scuola sportiva dedicata ai giovani (Smena) a Leningrado. Nel 1990 debuttò nella Dinamo di Leningrado, squadra in cui fu presente anche nel 1990-1992. Nel 1993 giocò una partita nella lega professionistica del Futbol'nyj Klub Žemčužina-Soči. Il 21 aprile dello stesso anno, durante la partita fuori casa contro il Tekstil'ščika, entrò in campo dopo l'intervallo e la squadra subì un gol. Il 31 agosto 1994 giocò nuovamente una partita nella lega professionistica contro il Žemčužina della società calcistica Locomotiv di Nižnij Novgorod. Nelle due stagioni successive, fu in Prima Lega per il Družba di Arzamas. Dal 1997 al 1999 giocò per il Futbol'nyj Klub Uralan. L'11 settembre 1999, dopo la partita Uralan - Žemčužina (1-1), la dirigenza del club Elistino, portò avanti ufficialmente le accuse di numerosi casi di forfait intenzionali delle partite da parte di Alekseev e del centrocampista Dmitry Ivanov. I calciatori abbandonarono immediatamente il club sporgendo denuncia al Comitato di Controllo e Disciplina calcistica (KDK) e alla Federazione calcistica della Russia (RFS) con la richiesta di rescindere anticipatamente i loro contratti. Il Comitato prese la decisione di squalificare Alekseev e Ivanov per un anno. Nel gennaio del 2000 la squalifica venne ridotta e stabilito il 18 gennaio come termine.
In seguito alla riabilitazione, Alekseev giocò per diversi club di prima e seconda divisione: Futbol'nyj Klub Šinnik (2000), Futbol'nyj Klub Rubin Kazan' (2001), Krasnoznamensk (2002), Futbol'nyj Klub Luč Vladivostok (2003), Futbol'nyj Klub Dinamo Brjansk (2004-2005, 2007), Zvezda Serpukhov (2006), Futbol'nyj Klub SKA-Chabarovsk (2006), Futbol'nyj Klub Metallurg Lipeck (2008-2009).
Nel 2007 partecipò alla semifinale della Coppa di Russia, giocando per il Futbol'nyj Klub Dinamo Brjansk.